# Lucía Pérez
Lucía Pérez Vizcaíno, född 5 juni 1985 i O Incio, Lugo, är en spansk sångerska.
Pérez representerade Spanien i Eurovision Song Contest 2011 i Düsseldorf, med låten "Que me quiten lo bailao".